# Тройден
Тро́йден, Тра́йден, Трайдянис, Тройдень (1220-е — 1282) — великий князь литовский с 1269/1270 по 1282 годы. Вёл упорную борьбу с Тевтонским орденом, Галицко-Волынским княжеством. Значительно расширил границы Великого княжества Литовского. Погиб от рук подосланных убийц.

## Происхождение
Происхождение Тройдена доподлинно неизвестно. Согласно легенде о Палемоновичах  Тройден был сыном литовского князя Романа, внуком князя Гилигина и имел братьев Наримунта, Довмонта, Гольшу и Гедруса, вероятно представителей рода Довспрунгов. Современный белорусский историк Вячеслав Носевич считает, что легенда о происхождении Гольшанских от родственников Тройдена вполне может иметь под собой реальную основу.
Согласно «Русской Геральдике» А. Б. Лакиера у Ростислава было два сына: Мовкольд, у которого был показан в качестве сына Миндовг, и старший Давил, отец князей Вита и Герденя, показанный предком Гедиминовичей.

## Жизнь и деятельность

### До 1269 года
Об этом периоде жизни Тройдена известно очень мало. Вероятно, что ещё во времена Миндовга он принимал участие в войнах с галицко-волынскими князьями, так как летопись упоминает, что в этих конфликтах погибли его младшие братья. Также возможно, что Тройден с 1268 года был наместником своего отца, так как Вит в это время был уже старым.

### На великокняжеском престоле
В 1269 году умер великий князь литовский Шварн Данилович (по версии Эдвардаса Гудавичюса, Тройден изгнал Шварна) и  Тройден «нача княжити в Литве». Летописи рассказывают, что Тройден «великие вальки чынил з Ляхи, и з Русю, и з Мазовшаны, и завжды зыскивал и над землями их сильные окрущества чынил». Потому волынский летописец охарактеризовал его: «окаяньный и безаконьный, проклятый, немилостивый Трайден, яго же безаконья не могохом псати срама ради», — и говорил, что он даже по сравнению Иродом и Нероном «многа злейша того безаконья чиняша». И в первую очередь этот князь «весь живот свой до войны и крови розляне простовал».
Трайден вёл активную внутреннюю и внешнюю политику. Известно, что от него сбежали в Тевтонский орден нальшанские князья Полюш и Суксе. Во внешней политике он ориентировался в первую очередь на расширение границ государства, а также старался защитить великое княжество от нападений Тевтонского ордена и Галицко-Волынского княжества. В своей политике он был успешен. 
В феврале 1270 литовское войско под командованием Тройдена разграбило остров Саарема. Когда Тройден возвращался, силы Ливонского ордена под командованием магистра Оттона фон Лютенберга преградили ему путь. Произошла битва, где победа осталась за Литвой: несмотря на серьезные потери (до 1600 человек), литовское войско вынудило Ливонский орден отступить. Немцы потеряли убитыми магистра и 52 рыцаря. В следующем столкновении литовского войска и Ливонского ордена погиб вице-магистр Андрей Вестфальский с двадцатью рыцарями.
В 1273 году Тройден помог войскам князя ятвягов из Судавии Скуманда в походе на Кульмскую землю. Часть ятвягов и пруссов под давлением Тевтонского ордена бежали на литовские земли. Известно, что при Тройдене увеличилось количество пруссов в Слониме.

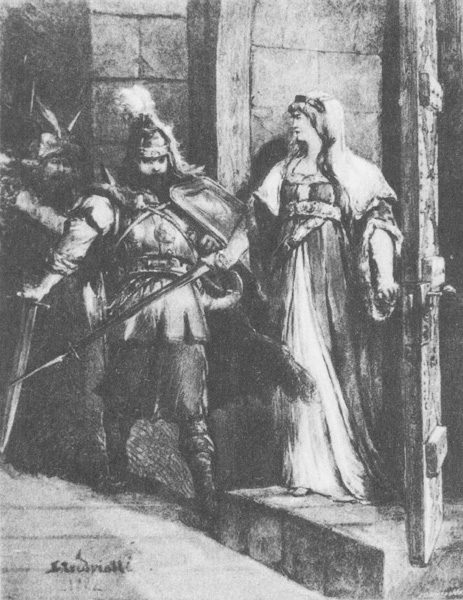
Встреча Тройдена с будущей женой, мазовецкой княжной Анной (с картины Андриолли, XIX век)

В 1274 году Тройден послал дружину на Дрохичин, принадлежавший галицкому королю Льву Данииловичу. Город был захвачен и дружина «избиша вся и мала и до велика». До этого Тройден и Лев «живаше во величе любови, шлюче многа дары межи собою». Неизвестно, правда ли это, и как можно объяснить такой поступок великого князя. В 1275 году Лев Данилович отомстил за захват Дорогочина: «посла в татары ко великому цареви Меньгутимереви, прося собе помочи у него на литву». Хан послал Льву войска во главе с полководцем Ягурчином (Ямгурчеем), и заставил идти на Литву подчинённых князей: — Романа Михайловича Брянского, Глеба Ростиславича Смоленского, туровских и пинских князей. Но из-за возникших разногласий они дошли только до околиц Новгородка (согласно Ипатьевской летописи — резиденции Тройдена) и покинули территорию Великого княжества Литовского. Но в 1275 году Новогрудская крепость была взята штурмом галицко-волынскими войсками.
В 1277 году Тройден осадил Динабург (сейчас Вецпилс, Науенская волость), использовал для штурма четыре большие передвижные осадные башни и баллисты. В войске Литвы было подразделение лучников—русинов, вероятно полочан, потому что в одной из новгородских берестяных грамот сообщается о концентрации войск в Полоцке. Осада продолжалась четыре недели, но была снята, потому что в этот момент началось очередное вторжение галицко-татарских войск во главе с Мошмином в пределы Литвы. Эта галицко-татарская кампания также закончилась неудачно из-за разногласий между участниками кампании.
В конце 1278 года Тройден послал брата Сирпуция (своего наместника в Городле) с войском на помощь ятвягам, которые воевали с Мазовией и Восточной Польшей — войско Литвы дошло до Люблина. Больше всего пострадала Мазовия. В результате мазовецкие князья разорвали отношения с Тевтонским орденом и попросили мира у Тройдена.
В это же время в конце 1278 года ливонские войска ворвались вглубь Литвы. В январе 1279 года они взяли в осаду Кернаву. Хроники Ордена говорят о ней как о «городе в земле Трайдена» или «городе Трайдена», поэтому некоторые исследователи считают, что Кернава была тогда столицей Великого княжества Литовского или что Тройден владел этим городом до того, как стал великим князем. Верность этих идей, однако, находится под большим вопросом, поскольку основаны они на одиночном и очень туманном сообщении.

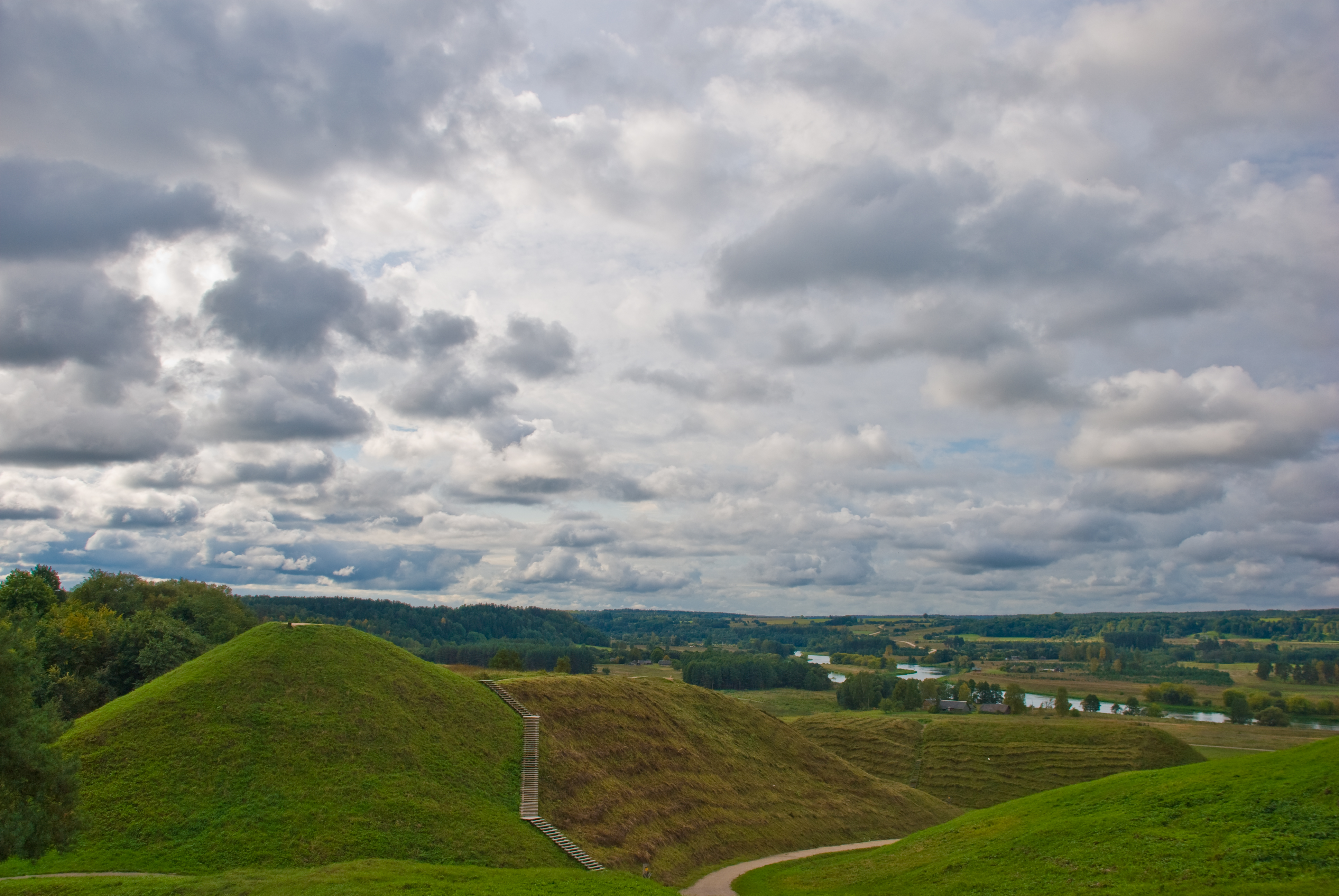
Кярнаве — предположительно столица Тройдена.

Осада Кернавы была неспешной, в феврале рыцари разграбили её околицы и вернулись в Ливонию. Тройден собрал войско и, отправившись в погоню, догнал его при Ашерадене 5 марта 1279 года. Во время начавшейся битвы часть литовского войска начало отступать. Сначала ни одна из сторон не преобладала, но в какой-то момент часть литовского войска сделала вид, что бежит. Часть орденского войска, а именно датчане, начали преследовать «беглецов», но не смогли их догнать и решили вернуться к своему войску. Когда датчане вернулись к месту битвы, остальное войско уже было разбито. Сами же датчане попали в ловушку и большая часть их войск была уничтожена. В этой битве погиб ливонский магистр и 71 член ордена, не считая остальных рыцарей и простых воинов. 
В ходе битвы крестоносцам изменили земгалы - жители литовской провинции Земгалия, в то время занятой немцами. Воодушевленные  жители этой земли подняли восстание и выгнали гарнизоны Ливонского ордена и немецкую администрацию из Земгалии. Земгальский князь Намейс поклонился Тройдену и признал его власть, а Тройден ввел того в совет великих князей. В дальнейшем Намейс воевал на стороне Литвы против крестоносцев. Земгальская знать вливалась в литовскую, шел процесс ассимиляции Земгалии с Литвой.
Успех при Ашерадене был укреплён заключением в том же 1279 году мира и союза с Мазовией. Мазовецкий князь Болеслав II женился на дочери Тройдена Гаудемунде. Новый союз был направлен как против Тевтонского ордена, так и против Польши. К этому же году Матвей Стрыйковский относит и второй брак Трайдена — с мазовецкой княжной Анной.
В 1280 году Тройден окончательно присоединил Аукштайтию.
В 1281 году Тройден захватил замок Герцике, изолировал Динабург от остальной Ливонии и заставил рыцарей отдать ему Динабург взамен захваченного Герцике.

## Смерть
В 1282 году Тройден был убит двумя наёмниками: Стумандом и Гирдзелой, которые после этого бежали во владения Тевтонского ордена. Предположительно их подослал Полюш, один из нальшанских князей, который сам бежал из Великого Княжества Литовского, принял католичество и принимал участие в походах тевтонских рыцарей против Литвы.
Однако согласно другим источникам (Хроника Великого княжества Литовского и Жомойтского, Хроника Быховца), Тройдена убили шесть убийц, подосланных его братом, князем Довмонтом, который после Тройдена занял литовское княжение. Вскоре Довмонт был убит князем Рымантом (или Лавришем). После гибели Довмонта (по другой версии — сразу же после гибели Тройдена) власть в Литве перешла к братьям Будикиду и Пукуверу Будивиду.

## Семья
Хроники Быховца называет Тройдена сыном князя Вита и братом князей Наримунта, Довмонта (не путать с Довмонтом Псковским), Гольшу и Гедруса. Более ранние источники называют другие имена братьев Тройдена: Борша (Борза), Лесий и Свелкен, а также Сирпутий (или Сирпятий). Остыкович считает, что Сирпутий и Наримунт (называемый братом Тройдена по Хронике Быховца) — один и тот же человек.
Точно установлено, что дочерью Тройдена была Гаудемунда (Софья), жена мазовецкого князя Болеслава Земовитовича.
Предметом дискуссий также остается причастность Тройдена к родам Довспрунгов, Палемоновичей и Гедиминовичей. По версии хрониста Стрыйковского великий князь Гедимин мог быть сыном Тройдена. В историографии широко распространилась версия, согласно которой Гедимин являлся сыном Будивида и братом Витеня. По третьей версии Тройден мог быть более далеким предком Гедимина — отцом братьев Будикида и Будивида, предположительного отца Гедимина. Впрочем, различные источники приписывают отцовство Будикида и Будивида Сколоменду или брату Тройдена Довмонту. Также, согласно Хронике Литовской и Жомойтской сыном Тройдена являлся князь Рымант (Римант), также известный под монашеским именем Лавриш (Лавр). Согласно летописной версии, Лавриш убил Довмонта (своего дядю) в отместку за убийство по приказу Довмонта своего отца.